# Yannick van de Velde

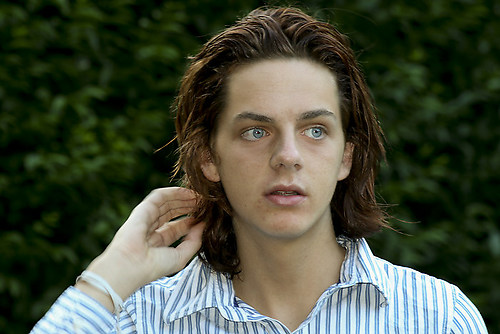
Yannick van de Velde (2011)

Yannick van de Velde (* 15. August 1989 in Utrecht) ist ein niederländischer Schauspieler, der durch seine Rolle im Film In Orange bekannt wurde.

## Leben und Karriere
Yannick van de Velde ist der Sohn des Regisseurs Jean van de Velde. Er besuchte von 2001 bis 2007 das Gymnasium Christelijk Gymnasium Utrecht. 2003 sprach er für den Film Erik im Land der Insekten vor. Obwohl er die Rolle eines Schmetterlings bekommen hätte, entschied er sich stattdessen für die Rolle des Remco van Leeuwen in dem Fußballfilm In Orange. Mit dieser Rolle gewann er den Young Artist Award. Im Sommer 2008 spielte er eine Hauptrolle im Film Der Brief für den König. Von 2009 bis 2010 war er in der Hauptrolle als Hidde in der Fernsehserie 2012 – Das Jahr Null zu sehen.
Er spielte außerdem kleinere Rollen in den Fernsehserien Hoe kom ik in Oranje? und S1NGLE. Für die niederländische Synchronfassungen von Die Chroniken von Narnia: Der König von Narnia, Die Chroniken von Narnia: Prinz Kaspian von Narnia und Die Chroniken von Narnia: Die Reise auf der Morgenröte sprach er die Rolle des Edmund Pevensie.

## Filmografie (Auswahl)
- 1999: Johnny ATB
- 1999: Krümelchen (Kruimeltje)
- 2001: Dial 9 for Love
- 2001: IJS
- 2001: All Stars (Fernsehserie, Episode 2x09)
- 2003: Kees de jongen
- 2004: In Orange (In Oranje)
- 2004: Floris
- 2008: Der Brief für den König (De Brief voor de Koning)
- 2008: S1ngle (Fernsehserie, Episode 1x04)
- 2009–2010: 2012 – Das Jahr Null (2012: Het jaar nul) (Fernsehserie, 12 Episoden)
- 2016: Adios Amigos
- 2021 Undercover (Staffel 3)
- 2021: Ferry